# Urnatella gracilis
Urnatella gracilis är en bägardjursart som beskrevs av Joseph Leidy 1851. Urnatella gracilis ingår i släktet Urnatella och familjen Barentsiidae. Inga underarter finns listade i Catalogue of Life.

## Bildgalleri

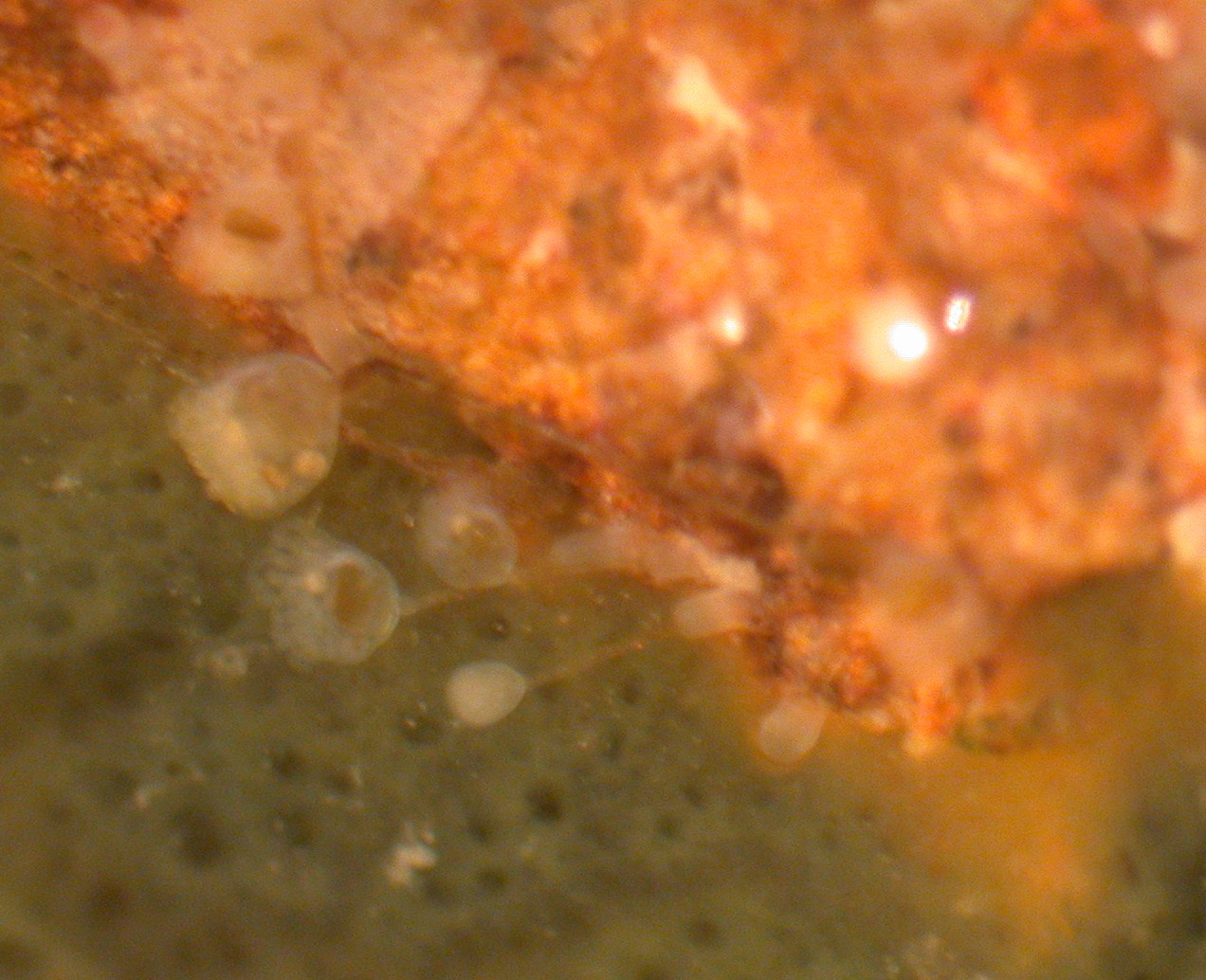